# Moje 3
«Moje 3» — сербський жіночий гурт, до складу якого входили Мірна Радулович, Невена Божович і Сара Йованович. Вони представляли Сербію на пісенному конкурсі Євробачення 2013 у Мальме з піснею «Ljubav je svuda» (з серб. — «Любов всюди»). Гурт виступив у першому півфіналі та не зміг пройти до фіналу конкурсу. Після Євробачення гутр розпався, щоб її учасники відновили сольну кар'єру.

## Історія

### 2012-13
Мірна Радулович, Невена Божович і Сара Йованович познайомилися на ранніх етапах другого сезону Першого голосу Сербії (англ.: The First Voice of Serbia), сербського музичного шоу талантів, схожого на The Voice, оскільки всі троє були обрані суддею Олександрою Радович для її тренерської групи. Радулович, Божович і Йованович зрештою пройшли до великого фіналу, який відбувся 20 січня 2013 року, і, відповідно, посіли перше, друге і третє місце.

### 2013 рік
У лютому 2013 року було оголошено, що Радулович, Божович і Йованович візьмуть участь у Beosong 2013, національних виборах Сербії на пісенний конкурс Євробачення 2013 під назвою Moje 3. Їхня пісня «Ljubav je svuda» (англійською: Love Is All Around), був створений і продюсований Saša Milošević Mare, на слова Марини Tucaković. Саша Мілошевич Маре був одним із трьох членів журі на Першому гласі Сербії та раніше написав сербську пісню-переможця конкурсу 2007 року «Molitva», а Туцакович раніше написав сербські композиції 2010 та 2012 років. 2 березня 2013 року Moje 3 брав участь у півфіналі національного відбору, успішно забезпечивши собі одне з п’яти місць у фіналі конкурсу. 3 березня 2013 року Moje 3 виграв Beosong 2013 і отримав право представляти Сербію на пісенному конкурсі Євробачення 2013 у Мальме, Швеція.
До пісенного конкурсу «Євробачення» Moje 3 випустили рекламні версії своєї пісні в різних аранжуваннях і різними мовами. Крім того, вони виступили на концерті Eurovision In Concert в Амстердамі 13 квітня 2013 року. Сербії було призначено виступити в першому півфіналі конкурсу 2013 року 14 травня 2013 року, а продюсер визначив порядок проведення, призначаючи Сербії закрити шоу. і виконати 16-е. Пісня не пройшла у фінал, посіла 11 місце у півфіналі та набрала 46 балів. Згодом Moje 3 отримав нагороду Barbara Dex Award, жартівливу нагороду, яку щорічно вручають найгірше одягненій артистці конкурсу.
Перед співпрацею Радулович, Божович і Йованович пояснили, що вони не створюватимуть групу і виступатимуть лише як тріо для Beosong. Наприкінці травня 2013 року Moje 3 оголосили про розпуск, оскільки учасники продовжували працювати над сольною кар'єрою.
Інша робота
31 січня 2013 року Радулович, Божович і Йованович взяли участь у благодійній кулінарії в дитячому будинку Drinka Pavlović в Белграді.

## Дискографія
| 1 | 2013 | Ljubav Je Svuda (Official Version)                   | 3:00 |
| 2 | 2013 | Love Is All Around (Rock Version)                    | 3:29 |
| 3 | 2013 | Love Is All Around (Acoustic Version)                | 3:45 |
| 4 | 2013 | Love Is All Around (Official English Version)        | 3:00 |
| 5 | 2013 | Ljubav Je Svuda (Rock Version)                       | 3:29 |
| 6 | 2013 | Love Is All Around (Instrumental - Acoustic Version) | 3:45 |
| 7 | 2013 | Ljubav Je Svuda (Karaoke Version)                    | 3:00 |
| 8 | 2013 | Love Is All Around (Karaoke Version)                 | 3:29 |

### Учасники запису
- Lazar Milić, Saša Milošević Mare
- Dragan Ilić
- Ksenija Milošević, Suzana Dinić
- Dejan Timotijević
- Boris Miljković
- Anđela Grabel
- Petar Branković, Saša Milošević Mare
- Tamara Brčić
- Chanoa Chen, Dunja Vujadinović, Marina Tucaković
- Lazar Milić
- Saša Milošević Mare
- Jasna Prolić
- Ivan Aleksijević )
- Zoran Feruh
- Ksenija Milošević, Tijana Milošević[1]